# فرودگاه ادموندو کروایال
فرودگاه ادموندو کروایال (به انگلیسی: Edmundo Carvajal Airport) (به زبان بومی: Aeropuerto "Coronel Edmundo Carvajal") یک فرودگاه همگانی با کد یاتا XMS است که یک باند فرود آسفالت دارد و طول باند آن ۲۵۰۰ متر است. این فرودگاه در کشور اکوادور قرار دارد و در ارتفاع ۱۰۵۲ متری از سطح دریا واقع شده است.